# Active Cavity Radiometer Irradiance Monitor Satellite
Active Cavity Radiometer Irradiance Monitor Satellite (ACRIMSAT) és un observatori espacial dirigit pel JPL i construït per Orbital Sciences Corporation amb la missió de mesurar la quantitat i variació de la radiació solar en el rang de les 0,2 a les 2 micres.
ACRIMSAT va ser llançat per un coet  Taurus el 21 de desembre de 1999 com a càrrega secundària, juntament amb el satèl·lit KOMPSAT. Es dedica a mesurar la quantitat de radiació solar que banya la Terra per augmentar i millorar la comprensió de la influència del Sol al clima terrestre.
L'únic instrument que porta el ACRIMSAT és el ACRIM3 (Active Cavity Radiometer Irradiance Monitor 3), que dona nom al propi satèl·lit. L'instrument té un pes de 13 kg i és capaç de detectar tot l'espectre de llum entre 0,2 i 2 micres. Consumeix 10 watts de potència i deriva d'instruments similars que van volar en altres satèl·lits (com el UARS) i al transbordador espacial.
La missió primària va finalitzar el maig de 2005 i va ser estesa.
ACRIMSAT/ACRIM3 va seguir TSI durant el trànsit de Venus del 2004, i es va mesurar la reducció de 0,1% en la intensitat solar causada per l'ombra del planeta. També ha registrat dades de la Trànsit de Venus de 2012.